# Réaction de Jarisch-Herxheimer
 Mise en garde médicale
La réaction de Jarisch-Herxheimer ou réaction de Herxheimer (parfois désignée par le raccourci « Herx » dans le milieu médical) ou die-off', est une réaction inflammatoire de l'organisme qui apparaît — non systématiquement — en réaction à la guérison spontanée ou à certains traitements médicaux (antibiothérapie à la pénicilline par exemple) ciblant des bactéries spirochètes (responsables par exemple de la syphilis ou de la maladie de Lyme, ou encore de fièvre récurrente à poux), mais aussi d'autres maladies telles que la candidose, le SIBO, etc.
Elle peut parfois être confondue avec une réaction allergique à un antibiotique.
Cette réaction semble de nature double, à la fois toxique et/ou immunologique (allergique), voire comportant des aspects auto-immuns.
Chez une femme enceinte en cours de traitement contre la syphilis, le déclenchement de contractions utérines est possible ; dans une étude, 13 de 31 patientes suivies ont développé des contractions utérines, avec augmentation de température.
Ne pas confondre avec la maladie de Pick-Herxheimer ou Acrodermatite chronique atrophiante.

## Historique
Deux praticiens, Adolf Jarisch, dermatologue autrichien, et Herxheimer, dermatologue allemand, ont été crédités de la découverte de ce syndrome réactif observé par ces deux médecins chez des patients traités contre la syphilis avec du mercure. Cette même réaction a ensuite aussi été observée aux premiers stades du traitement de la syphilis avec le Salvarsan ou des antibiotiques. La moitié environ des patients atteints de syphilis primaire la subissent lors de leur traitement, ainsi qu'environ 90 % des patients atteints de syphilis secondaire.
Cette expression ne concernait initialement que des symptômes décrits par Jarisch-Herxheimer pour la syphilis, mais elle tend à se généraliser « à des réactions semblables, provoquées par le traitement spécifique d'une infection bactérienne ou parasitaire pour d'autres maladies, dont la maladie de Lyme. »
En effet, ce syndrome existe aussi notamment pour :
- diverses borrélioses (dont maladie de Lyme notamment) ;
- la leptospirose ;
- la Fièvre Q[10] ;
- les bartonelloses dont maladie des griffes du chat[11],[12] ;
- la brucellose[13] ;
- la typhoïde[14] ;
- les trichinoses[15] ;
- les candidoses[16] ;
- les schistosomoses[17],[18]

## Signes et symptômes
- Dans le cas de la syphilis, les symptômes surviennent 6 à 8 heures après l'administration et elle se poursuit 12 à 24 heures sous forme de frissons, malaise, fièvre, myalgies et exacerbation des lésions syphilitiques existantes (cutanées ou viscérales)[19]. Ils peuvent aggraver des pathologies connexes à la syphilis (ex. : hépatite syphilitique subclinique[20]).
- Dans le cas de la maladie de Lyme, les symptômes sont les mêmes, mais le calendrier (date du début de crise après le début du traitement), la fréquence (crises récurrentes) et la durée des symptômes peuvent être très différents, et très variables selon les patients, et peut-être selon les souches bactériennes en cause[9], sachant que des co-infections par plusieurs souches conjointement acquises lors d'une morsure de tique sont possibles. Par exemple les premiers symptômes aigus peuvent parfois survenir dans l'heure qui suit la prise de l'antibiotique[21].

Les symptômes peuvent être :
- fièvre, sueurs et frissons
- rythme cardiaque accéléré
- palpitation cardiaque
- sensation d'essoufflement
- douleurs diverses dont musculaires et articulaires
- maux de tête
- difficulté de concentration
- insomnie
- ganglions gonflés
- acouphènes (type bourdonnements dans les oreilles)
- sinusite
- prurit
- troubles digestifs
- fatigue
- émotions instables, morosité

et plus rarement : 
- convulsions, troubles moteurs graves, hallucinations (quand le cerveau était fortement infecté par les tréponèmes par exemple[22]) ;
- rash de type allergique[9], voire choc anaphylactique.

## Processus en cause ou sous-jacents
Dans le cas de la syphilis, on a d'abord expliqué cette réaction par la libération d'une endotoxine (LPS) par les bactéries (plus précisément par les tréponèmes lysés). De même dans le cas d'autres bactéries de la même famille.  

Dans les années 1960, on estime que les symptômes et leur calendrier suggèrent une libération de substances pyrogènes (mécanisme endogène ou induit par les leucocytes).
De récents travaux[Quand ?] suggèrent que la stimulation rapide et massive du système immunitaire du patient pourrait causer ces symptômes[réf. souhaitée].
Quand les bactéries mortes, lysées, libèrent leur contenu interne dans l'organisme du patient, ce contenu est assimilable à un grand nombre d'antigènes étrangers présents dans différentes organes. 
Le système immunitaire du malade, qui doit reconnaître et attaquer tous les antigènes étrangers dans le corps, perçoit cette situation comme une attaque massive. Le corps réagit en libérant massivement des modulateurs du système immunitaire (les cytokines, dont par exemple, l'interleukine 6, interleukine 8, et le facteur de nécrose tumorale, entre autres). Ce sont ces cytokines qui causeraient la fièvre, des frissons et une pression artérielle diminuée.
Des aspects auto-immuns pourraient aussi expliquer une partie des symptômes et le fait que ce syndrome ne concerne que certaines maladies, impliquant toutes des bactéries disposant de systèmes de contournement du système immunitaire. Il serait alors à rapprocher de réactions qui apparaissent parfois lors d'une vaccination ou de grippes dues à des virus dits « hautement pathogènes ».
En 1970, le suivi hospitalier de 15 patients syphilitiques en traitement (pénicilline) a montré que chez 12 d'entre eux la température corporelle a augmenté de plus de 0,8 °C après le début du traitement. La numération leucocytaire sanguine a augmenté chez les 15 patients et le nombre de lymphocytes a diminué chez sept de huit patients ayant fait l'objet d'analyses, mais la neutropénie n'a jamais été observée. Un suivi cardiorespiratoire fait chez 4 patients en phase de Jarisch-Herxheimer-next (J-HR) a montré un métabolisme accru (avec ventilation pulmonaire et un débit cardiaque dépassant les besoins métaboliques, avec des preuves de moindre absorption d'oxygène par les poumons, et une pression artérielle systémique en chute, a priori à cause d'une résistance vasculaire diminuée).
En 1983, D. J. M. Wright a montré que — dans la fièvre récurrente à poux — le meptazinol (agoniste partiel des opioïdes) diminue la réaction de Jarisch-Herxheimer alors que la naloxone (antagoniste des opioïdes purs), est presque sans effet. Comme l'activité opioïde endogène est probablement accrue dans la phase aiguë, l'efficacité du meptazinol ne devrait pas être due à son activité agoniste. Mais lors d'une telle réaction sévère, il pourrait y avoir un épuisement des opioïdes endogènes, induisant un phénomène naturel de quasi-syndrome de sevrage à la morphine, que le meptazinol soulagerait alors.
En 1985, les taux plasmatiques de glucose et d'insuline ont été étudiés chez 10 patients en phase de Jarisch-Herxheimer due à un traitement à la tétracycline d'une fièvre récurrente à poux. Le glucose plasmatique a significativement chuté (hypoglycémie) au moment le plus fort de la réaction, chez 8 de ces 10 malades, alors que le taux d'insuline plasmatique restait faible, montrant que la glucorégulation par l'insuline était normale. Ceci questionne le rôle de la libération d'insuline pancréatique induite par les macrophages, qui provoque une hypoglycémie dans les borrélioses ou d'autres endotoxicoses bactériennes.

## Pronostic
Dans le cas des tréponèmes de la syphilis, les symptômes durent de 1 jour à une semaine, exceptionnellement deux semaines, le temps que l'organisme élimine les bactéries mortes et les toxines associées.

Le pronostic peut être sévère pour les syphilis anciennes.
Dans le cas de la syphilis - et semble-t-il de la fièvre récurrente à poux - le stade Herxheimer est supposé traduire une efficacité du traitement antibiotiques et/ou du système immunitaire, ce qui sous-entend, qu'il sera suivi d'une guérison ou amélioration, cependant l'absence de réaction de type Herxheimer n'implique pas un échec du traitement.

Pour des raisons encore incomprises, ceci ne semble pas valoir pour la maladie de Lyme.

## Diagnostic
Il doit être adapté à chaque maladie, car l'intensité des symptômes et le calendrier varie selon les bactéries, et peut-être selon l'avancée de la maladie ou la sensibilité allergique de chaque patient.
Le diagnostic différentiel doit aussi éliminer :
- les risques de confusion avec une allergie aux antibiotiques ;
- des infections à candida ou d'autres maladies susceptibles de produire des symptômes similaires.

## Traitement

### Traitement de la crise
Dans les cas graves, une réduction des doses d'antibiotiques, ou l'interruption provisoire du traitement s'impose, de même qu'une surveillance attentive du patient.
Pour diminuer l'inconfort ou les souffrances du patient, l'utilisation de l'aspirine, d'AINS (anti-inflammatoires non stéroïdiens, pas toujours efficaces) et de médicaments anti-douleur, de relaxants musculaires sont utilisés, avec des bains chauds ou d'autres traitements relaxants appropriés aux symptômes. 

Il semble qu'un antihistaminique (ex. : diphénhydramine, Benadryl) puisse améliorer la situation de certains patients, même en l'absence d'éruption cutanée ou d'urticaire.

### Traitement préventif
Chez des patients ayant déjà développé des troubles allergiques ou auto-immuns, les troubles peuvent a priori être « prévenus par une augmentation progressive des doses d'antibiotiques, qu'on associe à des corticostéroïdes ».